# Championnat de Lituanie de football 2023
Navigation
A Lyga 2022 A Lyga 2024
La saison 2023 de la A Lyga est la 34e édition de la première division lituanienne. Dix équipes prennent part à la compétition et sont confrontées entre elles à quatre reprises, deux fois à domicile et deux fois à l'extérieur.
Le Žalgiris Vilnius est le tenant du titre.
Le FK Panevėžys remporte le premier titre de son histoire.

## Équipes participantes
Légende des couleurs
- Premier tour de qualification de la Ligue des champions 2023-2024
- Deuxième tour de qualification de la Ligue Europa Conférence 2023-2024
- Premier tour de qualification de la Ligue Europa Conférence 2023-2024
- Promu de deuxième division 2022

| Club              | Ville       | Présent depuis | Classement 2022 |
| ----------------- | ----------- | -------------- | --------------- |
| FK Žalgiris       | Vilnius     | 2010           | 1er             |
| FK Kauno Žalgiris | Kaunas      | 2015           | 2e              |
| FK Panevėžys      | Panevėžys   | 2019           | 3e              |
| FC Hegelmann      | Kaunas      | 2021           | 4e              |
| FK Riteriai       | Vilnius     | 2014           | 5e              |
| FK Sūduva         | Marijampolė | 2002           | 6e              |
| FA Šiauliai       | Šiauliai    | 2022           | 7e              |
| FK Banga          | Gargždai    | 2020           | 8e              |
| FC Džiugas        | Telšiai     | 2021           | 9e              |
| DFK Dainava       | Alytus      | 2023           | 1er (D2)        |

## Règlement
Le classement est établi suivant le barème de points classique, une victoire valant trois points, un match nul un seul et une défaite aucun.
En cas d'égalité de points, les équipes concernées sont départagées par un barrage si le titre est en jeu. Sinon dans un premier temps départagées sur la base des résultats en confrontations directes (points, différence de buts, buts marqués, victoires remportées), suivi de la différence de buts générale, puis du nombre de buts marqués, du nombre de victoires remportées, du classement du fair-play (1 point par carton jaune et 4 points par carton rouge) et par un tirage au sort le cas échéant.

## Compétition

### Classement
| Rang | Équipe                  | Pts | J  | G  | N  | P  | Bp | Bc | Diff |
| ---- | ----------------------- | --- | -- | -- | -- | -- | -- | -- | ---- |
| 1    | FK Panevėžys            | 87  | 36 | 26 | 9  | 1  | 64 | 14 | +50  |
| 2    | FK Žalgiris Vilnius T S | 75  | 36 | 23 | 6  | 7  | 67 | 28 | +39  |
| 3    | FA Šiauliai             | 62  | 36 | 16 | 14 | 6  | 51 | 35 | +16  |
| 4    | FK Kauno Žalgiris       | 59  | 36 | 15 | 14 | 7  | 61 | 40 | +21  |
| 5    | FC Hegelmann            | 59  | 36 | 18 | 5  | 13 | 62 | 43 | +19  |
| 6    | FK Banga                | 36  | 36 | 10 | 6  | 20 | 22 | 52 | -30  |
| 7    | FK Sūduva               | 35  | 36 | 10 | 5  | 21 | 28 | 60 | -32  |
| 8    | DFK Dainava P           | 31  | 36 | 7  | 10 | 19 | 25 | 40 | -15  |
| 9    | FC Džiugas              | 25  | 36 | 4  | 13 | 19 | 25 | 57 | -32  |
| 10   | FK Riteriai             | 25  | 36 | 5  | 10 | 21 | 26 | 62 | -36  |

|  | Qualification pour le premier tour de qualification de la Ligue des champions 2024-2025                                             |
|  | Qualification pour le premier tour de qualification de la Ligue Conférence 2024-2025                                                |
|  | Barrage de relégation |
|  | Relégation en deuxième division |
|  | T : Tenant du titre C : Vainqueur de la Coupe de Lituanie S : Vainqueur de la Supercoupe de Lituanie P : Promu de deuxième division |

### Barrage de relégation
À la fin de la saison, l'avant-dernier de A Lyga affronte la deuxième meilleure équipe d'I Lyga pour tenter de se maintenir.
| Équipe            | Aller | Total | Retour | Équipe          |
| ----------------- | ----- | ----- | ------ | --------------- |
| Be1 NFA (en) (D2) | 1 - 1 | 1 - 2 | 0 - 1  | FC Džiugas (D1) |

Légende des couleurs
- Le club se maintient en première division.
- Promotion en première division.
- Le club reste en deuxième division.
- Relégation en deuxième division.

## Bilan de la saison
| Championnat de Lituanie de football 2023    |                          |
| Champion                                    | FK Panevėžys (1er titre) |
| Coupes et trophées                          |                          |
| Vainqueur de la Coupe de Lituanie 2023      | FK Transinvest           |
| Vainqueur de la Supercoupe de Lituanie 2023 | FK Žalgiris Vilnius      |
| Qualifications continentales                |                          |
| Ligue des champions de l'UEFA 2024-2025     | FK Panevėžys             |
| Ligue Conférence 2024-2025                  | FK Transinvest           |
| Ligue Conférence 2024-2025                  | FK Žalgiris Vilnius      |
| Ligue Conférence 2024-2025                  | FA Šiauliai              |
| Promotions et relégations                   |                          |
| Promus en A Lyga                            | FK Transinvest           |
| Relégués en I Lyga                          | FK Riteriai              |